# Plaza de Toros de Vitoria
Plaza de Toros de Vitoria är en amfiteater i Spanien.   Den ligger i provinsen Araba / Álava och regionen Baskien, i den norra delen av landet, 280 km norr om huvudstaden Madrid. Plaza de Toros de Vitoria ligger 530 meter över havet.
Terrängen runt Plaza de Toros de Vitoria är platt norrut, men söderut är den kuperad. Runt Plaza de Toros de Vitoria är det mycket glesbefolkat, med 4 invånare per kvadratkilometer. Närmaste större samhälle är Vitoria, 1,2 km nordväst om Plaza de Toros de Vitoria. Omgivningarna runt Plaza de Toros de Vitoria är en mosaik av jordbruksmark och naturlig växtlighet.